# Ausländerausweis
Der Ausländerausweis (französisch Livret pour étrangers, italienisch Libretto per stranieri, rätoromanisch Legitimaziun d’esters) ist ein Ausweis, der für dauerhaft oder vorübergehend in der Schweiz lebende Ausländer (Einwohner ohne Schweizer Bürgerrecht) vom Staatssekretariat für Migration (SEM) ausgestellt wird.
|  | Farbe Umschlag (bei alten Papierausweisen) | Ausweis | Titel                                       | Anmerkung | Kartenformat (neu)      | Papierformat (alt) |
|  | ------------------------------------------ | ------- | ------------------------------------------- | --- | ----------------------- | ------------------ |
|  | hellgrau                                   | B       | Aufenthaltsbewilligung                      | Der hellgraue Ausweis B (Aufenthaltsbewilligung) wird an Ausländer aus dem EU/EFTA-Raum mit und ohne Arbeitsvertrag für fünf Jahre erteilt bei Vorliegen eines überjährigen oder unbefristeten Arbeitsvertrags und jeweils um fünf Jahre verlängert, wenn die Voraussetzungen vorliegen. Drittstaatsangehörigen wird der Ausweis für ein Jahr erteilt bei Vorliegen eines überjährigen oder unbefristeten Arbeitsvertrages und jeweils um ein Jahr verlängert, nach dem fünften Aufenthaltsjahr erfolgt die Verlängerung üblicherweise für zwei Jahre oder bis zur Erteilung der Niederlassungsbewilligung (Ausweis C). Straftaten oder Fürsorgeabhängigkeit führen zum Verlust der Aufenthaltsbewilligung. | Vorderseite             |                    |
|  | pastellgrün                                | C       | Niederlassungsbewilligung                   | Der hellgrüne Ausweis C (Niederlassungsbewilligung) ermöglicht Ausländern aus dem EU/EFTA-Raum sowie anerkannten Flüchtlingen, die mindestens fünf Jahre, resp. Drittstaatsangehörigen, die mindestens zehn Jahre in der Schweiz leben, den uneingeschränkten Aufenthalt. Bei EU/EFTA-Staatsangehörigen richtet sich die Erteilung nach den Bestimmungen des AIG und der Niederlassungsvereinbarungen. |                         |                    |
|  | rot                                        | Ci      | Aufenthaltsbewilligung mit Erwerbstätigkeit | Der rote Ausweis Ci (Aufenthaltsbewilligung mit Erwerbstätigkeit) wird an Angehörige von Diplomaten und Mitarbeiter internationaler Organisationen erteilt und ist an die Tätigkeit des Diplomaten geknüpft. |                         |                    |
|  | braun                                      | G       | Grenzgängerbewilligung                      | Der braune Ausweis G (Grenzgängerbewilligung) gilt für Personen, die in der Schweiz erwerbstätig sind und wöchentlich an ihren Wohnort zurückkehren. |                         |                    |
|  | flieder                                    | L       | Kurzaufenthaltsbewilligung                  | Der fliederfarbene Ausweis L (Kurzaufenthaltsbewilligung) gilt für Ausländer, die sich befristet für weniger als ein Jahr in der Schweiz aufhalten zum arbeiten, studieren oder Praktika absolvieren. | Vorderseite: Rückseite: |                    |

Asylbewerber und Flüchtlinge erhalten ebenfalls einen Ausländerausweis, sie sind bezüglich Wohnsitznahme an den Aufnahmekanton gebunden und können weiteren Reiseeinschränkungen unterworfen sein:
|  | Farbe Umschlag (bei alten Papierausweisen) | Ausweis | Titel                            | Anmerkung | Kartenformat (neu) | Papierformat (alt) |
|  | ------------------------------------------ | ------- | -------------------------------- | --- | ------------------ | ------------------ |
|  | dunkelblau                                 | N       | Asylsuchende                     | Der dunkelblaue Ausweis N (Asylsuchende) gilt für Personen, die in der Schweiz ein Asylgesuch eingereicht haben, für die Dauer des Verfahrens. |                    |                    |
|  | blau                                       | F       | Vorläufig aufgenommene Ausländer | Einen blauen Ausweis F (Vorläufig aufgenommene Ausländer) erhalten ausländische Personen, die zwar keine Aufenthaltsbewilligung besitzen, deren Ausweisung aber unzulässig (Verstoss gegen Völkerrecht), unzumutbar (konkrete Gefährdung des Ausländers) oder unmöglich (vollzugstechnische Gründe) ist. |                    |                    |
|  | hellblau                                   | S       | Schutzbedürftige                 | Der hellblaue Ausweis S (Schutzbedürftige) wird an Bürgerkriegsflüchtlinge vergeben. Der Bundesrat bestimmt Beginn und Ende der Schutzbedürftigkeit. |                    |                    |

Der bisherige Ausländerausweis wurde im Rahmen des Schengener Abkommens ab dem 12. Dezember 2008 für Drittstaatenangehörige durch einen Ausweis im Kreditkartenformat abgelöst. Dies wurde nötig, weil sich mit dem Beitritt zum Schengener Abkommen die Ausweise für Ausländer aus EU/EFTA-Staaten von denen der Drittstaatenangehörigen unterscheiden müssen. Ausländer aus EU/EFTA-Staaten sowie Personen aus dem Asylbereich erhalten weiterhin den bisherigen Ausländerausweis aus Papier. Drittstaatenangehörigen, die Mitglieder einer Familie von Schengen-Staatsangehörigen sind, wird der neue Ausländerausweis ebenfalls nicht ausgestellt. Seit dem 24. Januar 2011 werden – ebenfalls im Rahmen des Schengener Abkommens – biometrische Informationen im neuen Ausländerausweis (Kreditkartenformat) gespeichert. Der Ausländerausweis (Kreditkartenformat) ist hierfür mit einem RFID-Chip ausgestattet. Die Fingerabdrücke werden mit Extended Access Control (EAC) geschützt, auf die restlichen Daten kann mit Password Authenticated Connection Establishment (PACE) zugegriffen werden, alternativ mit Basic Access Control (BAC). Durch den Produzentenwechsel per 1. Dezember 2018 wurde der aktuelle Ausländerausweis für Drittstaatsangehörige leicht angepasst. Markanteste Änderungen sind vermehrte taktile Elemente sowohl auf der Vorder- wie auch auf der Rückseite sowie der Wechsel der Schrift der Dokumentennummer zu OCR-B. Aufgrund von Vorgaben der Europäischen Union wurden die aktuellen Spezifikationen überarbeitet und der Ausländerausweis im Kreditkartenformat wird spätestens per 9. Juli 2020 mit einem neuen Layout erscheinen.
Die Umstellung auf die Ausländerausweise erfolgte schrittweise von November 2021 bis Februar 2022 und ist somit abgeschlossen. Die alten Ausländerausweise in Papierform werden nicht mehr abgegeben, sind jedoch bis zum Ablauf (höchstens fünf Jahre) gültig.